# Canton de Brest-5
Le canton de Brest-5 est une circonscription électorale française du département du Finistère.

## Histoire
Le canton de Brest-V est créé par décret du 23 juillet 1973 réorganisant les cantons de Brest.
Il est modifié par décret du 22 janvier 1985 créant les cantons de Brest-VIII et de Guipavas.
Le décret du 27 février 1991 supprime le canton de Brest-V ; son territoire correspond au nouveau canton de Brest-Bellevue.
Un nouveau découpage territorial du Finistère entre en vigueur à l'occasion des élections départementales de mars 2015, défini par le décret du 13 février 2014, en application des lois du 17 mai 2013 (loi organique 2013-402 et loi 2013-403). Les conseillers départementaux sont, à compter de ces élections, élus au scrutin majoritaire binominal mixte. Les électeurs de chaque canton élisent au Conseil départemental, nouvelle appellation du Conseil général, deux membres de sexe différent, qui se présentent en binôme de candidats. Les conseillers départementaux sont élus pour 6 ans au scrutin binominal majoritaire à deux tours, l'accès au second tour nécessitant 12,5 % des inscrits au 1er tour. En outre la totalité des conseillers départementaux est renouvelée. Ce nouveau mode de scrutin nécessite un redécoupage des cantons dont le nombre est divisé par deux avec arrondi à l'unité impaire supérieure si ce nombre n'est pas entier impair, assorti de conditions de seuils minimaux. Dans le Finistère, le nombre de cantons passe ainsi de 54 à 27. Le canton de Brest-5 est recréé par ce décret.
Le canton est entièrement inclus dans l'arrondissement de Brest. Le bureau centralisateur est situé à Brest.

## Représentation

### Conseillers généraux de 1973 à 1991
| Période | Période | Identité         | Étiquette        | Qualité |
| ------- | ------- | ---------------- | ---------------- | --- |
| 1973    | 1991    | Joseph Gourmelon | PS, puis app. PS | Contrôleur divisionnaire des douanes Député (1981-1993) Conseiller municipal de Brest (1977-1995) Elu en 1991 dans le Canton de Brest-Bellevue |

### Conseillers départementaux depuis 2015
| Période élective | Période élective | Mandat | Mandat           | Identité                     | Nuance | Nuance | Qualité |
| ---------------- | ---------------- | ------ | ---------------- | ---------------------------- | ------ | ------ | --- |
| 2015             | 2021             | 2015   | 2021             | Frédérique Bonnard Le Floc'h |        | PS     | Formatrice-consultante Conseillère municipale de Brest Déléguée à l’enseignement supérieur, à la recherche et aux affaires européennes |
| 2015             | 2021             | 2015   | 2021             | Hosny Trabelsi               |        | PS     | Professeur de physique-chimie 21ème Adjoint au maire de la Ville de Brest chargé du quartier de l’Europe                               |
| 2021             | 2028             | 2021   | en cours         | Frédérique Bonnard Le Floc'h |        | PS     | Formatrice-consultante Conseillère municipale de Brest Déléguée à l’enseignement supérieur, à la recherche et aux affaires européennes |
| 2021             | 2028             | 2021   | 2024 (démission) | Hosny Trabelsi               |        | PS     | Professeur de physique-chimie 21ème Adjoint au maire de la Ville de Brest chargé du quartier de l’Europe                               |

### Résultats détaillés

#### Élections de mars 2015
À l'issue du 1er tour des élections départementales de 2015, deux binômes sont en ballottage : Frédérique Bonnard Le Floc'h et Hosny Trabelsi (PS, 34,87 %) et Sam Belarbi et Brigitte Hû (UMP, 22,73 %). Le taux de participation est de 43,99 % (10 295 votants sur 23 401 inscrits) contre 51,11 % au niveau départemental et 50,17 % au niveau national.
Au second tour, Frédérique Bonnard Le Floc'h et Hosny Trabelsi (PS) sont élus avec 58,89 % des suffrages exprimés et un taux de participation de 42 % (5 252 voix pour 9 829 votants et 23 401 inscrits).

#### Élections de juin 2021
Le premier tour des élections départementales de 2021 est marqué par un très faible taux de participation (33,26 % au niveau national). Dans le canton de Brest-5, ce taux de participation est de 29,83 % (6 838 votants sur 22 921 inscrits) contre 35,55 % au niveau départemental. À l'issue de ce premier tour, deux binômes sont en ballottage : Frédérique Bonnard Le Floc'H et Hosny Trabelsi (Union à gauche, 31,49 %) et Mikaël Cabon et Gwénaëlle Porsmoguer (Union au centre, 21,57 %).
Le second tour des élections est marqué une nouvelle fois par une abstention massive équivalente au premier tour. Les taux de participation sont de 34,36 % au niveau national, 36,76 % dans le département et 30,53 % dans le canton de Brest-5. Frédérique Bonnard Le Floc'H et Hosny Trabelsi (Union à gauche) sont élus avec 61,34 % des suffrages exprimés (3 760 voix pour 6 999 votants et 22 925 inscrits),,. 

## Composition

### Composition de 1973 à 1985
Lors de sa création en 1973, le canton de Brest-V est composé de la portion de territoire de la ville de Brest déterminée par les voies ci-après : rue A.-Louppe (du numéro 64 au numéro 76), rue Lesven (du numéro 10 à l'angle de la rue de Kérichen), rue de Kérichen (côté Sud), boulevard Léon-Blum (côté Est), rue Somepy (du numéro 2 au numéro 12), rue Notre-Dame-de-Bonne-Nouvelle (côté Sud), rue A.-Kervern (du numéro 58 au numéro 84), rue du Commandant-Drogou (du numéro 2 au numéro 228), rue Châtellier (du numéro 2 au numéro 10), la rocade (côté Sud), le prolongement de la rue V.-Le Gorgeu (jusqu'à la limite de la commune), l'axe de la rivière Penfeld (depuis le lieudit Penfeld jusqu'à l'axe du pont de l'Harteloire), rue Portzmoguer (partie côté arsenal jusqu'à la rue du Bouguen), rue du Moulin-à-Poudre (du numéro 2 au numéro 10), place Albert-1er, rue Paul-Doumer (du numéro 2 au numéro 32), rue Mathieu-Donnard (du numéro 1 au numéro 59), rue Paul-Masson (du numéro 2 au numéro 34), rue Arago (numéro 14), rue Bruat (du numéro 68 au numéro 84) et rue Hoche (du numéro 2 au numéro 88).

### Composition de 1985 à 1991
Le canton est réduit par le découpage de 1985, il est alors composé de la portion de territoire de la commune de Brest déterminée par les limites territoriales des communes de Bohars et de Guilers, par l'axe du bras de mer La Penfeld (jusqu'au pont de l'Harteloire) et par l'axe des voies ci-après : pont de l'Harteloire, rue Tourville, rue Portzmoguen, route du Bouguen, avenue Victor-Le-Gorgeu, rue de Kermenguy, rue du Commandant-Drogou, rue du Chatellier, boulevard de l'Europe, avenue Victor-Le-Gorgeu jusqu'à la limite de la commune de Bohars.

### Composition depuis 2015
| Nom                           | Code Insee | Intercommunalité | Superficie (km2) | Population (dernière pop. légale)                 | Densité (hab./km2) | Modifier                                    |
| ----------------------------- | ---------- | ---------------- | ---------------- | ------------------------------------------------- | ------------------ | ------------------------------------------- |
| Brest (bureau centralisateur) | 29019      | Brest Métropole  | 49,51            | Fraction : 36 833 (2022) Commune : 140 993 (2022) | 2 848              | modifier les données · modifier les données |
| Canton de Brest-5             | 2905       |                  |                  | 36 833 (2022)                                     |                    | modifier les données                        |

Le canton de Brest-5 comprend désormais la partie de la commune de Brest située au sud et à l'est d'une ligne définie par l'axe des voies et limites suivantes : à partir de la rive de la rade dans l'axe de la rue Pierre-Semard, rue Pierre-Semard, rue Louis-Le-Guen, boulevard Gambetta, rue Richelieu, rue Saint-Marc, rue Kerfautras, rue Bruat, rue Arago, rue Paul-Masson, rue Mathieu-Donnard, rue Paul-Doumer, place Albert-Ier, rue Auguste-Kerven, rue Notre-Dame-de-Bonne-Nouvelle, rue du Commandant-Somme-Py, boulevard Léon-Blum, rue Jules-Lesven, rue Choiseul, rue du Général-Paulet, boulevard de l'Europe, rue de Gouesnou, rue de la Villeneuve jusqu'à la limite de la commune de Guipavas.

## Démographie
En 2022, le canton comptait 36 833 habitants, en évolution de +1,61 % par rapport à 2016 (Finistère : +2,16 %, France hors Mayotte : +2,11 %).
| 2013   | 2018   | 2022   |
| ------ | ------ | ------ |
| 36 720 | 36 237 | 36 833 |